# Club Atlético de San Luis
Maillots
Actualités
Dernière mise à jour : 5 juin 2025.
Le Club Atlético de San Luis est un club mexicain de football basé à San Luis Potosí.

## Histoire

### Prémices confus
À la suite du Tournoi de clôture de 2013, le San Luis FC, franchise de Liga MX de la ville de San Luis Potosí, déménage à Tuxtla Gutiérrez afin de devenir le Chiapas FC, laissant la ville de San Luis Potosí sans équipe en Liga MX. À la suite de cette décision, Jacobo Payán, propriétaire du stade Alfonso-Lastras et l'un des plus grands employeurs de l'État de San Luis Potosí, acquiert la franchise du Tiburones Rojos de Veracruz, club évoluant en Ascenso MX et le transfère à San Luis Potosí. Cette vente a lieu après que le Reboceros de La Piedad, remporte la finale promotionnelle d'Ascenso MX, donnant droit à la Liga MX, cède la franchise au Tiburones Rojos de Veracruz, déménage à Veracruz, et reprenne son nom d'origine.
Malgré la confusion identitaire, l'Atlético est essentiellement une résurrection du San Luis FC sur le plan géographique et esthétique. Cela se reflète clairement dans le nouveau logo qui conserve les couleurs traditionnelles bleu et or de l'État de San Luis Potosí, bien que dans des tons plus foncés.

### Débuts en Ascenso MX
Le Tournoi d'ouverture de 2013 est le premier tournoi du club en Ascenso MX, au cours duquel le club termine à la septième place du classement général, avant d'être éliminés par Necaxa en quart de finale. Le match aller s'est déroulé au stade Alfonso-Lastras (défaite 0-2), puis au Stade Victoria de Necaxa (défaite également sur le score de 0-2). 

### Ville sans club professionnel
Lors de la saison 2016-2017 de la Liga MX, le Chiapas FC marque son envie de revenir à San Luis Potosí. Malgré un accord, celui-ci échouera finalement et la ville San Luis Potosí n'inscrira aucune équipe en Liga MX ou en Ascenso MX,.

### Rachat par l'Atlético de Madrid
Le 16 mars 201, le club espagnol de l'Atlético de Madrid annonce une participation de 50 % des parts au sein du club. Les autres propriétaires sont: l'État de San Luis Potosí et d'autres propriétaires minoritaires. La raison du rachat du club par l'Atlético de Madrid permet de transmettre sa philosophie de club à l'Atlético de San Luis. 

### Débuts en Liga MX
Le 5 mai 2019, l'Atlético San Luis bat les Dorados de Sinaloa pour la deuxième fois consécutive en finale promotionnelle d'Ascenso MX, propulsant ainsi le club en Liga MX.

## Personnalités du club

### Entraîneurs
Le tableau suivant présente la liste des entraîneurs du club depuis sa création.
| Rang | Nom                     | Période          |
| ---- | ----------------------- | ---------------- |
| 1    | Miguel de Jesús Fuentes | 2013 - 2014      |
| 2    | Flavio Davino           | 2014 - 2015      |
| 3    | Raúl Arias              | 2015 - 2016      |
| 4    | Carlos Bustos           | 2016 - 2017      |
| 5    | Salvador Luis Reyes     | 2017             |
| 6    | José Francisco Molina   | 2017 - 2018      |
| 7    | Alfonso Sosa            | 2018 - sep. 2019 |
| 8    | Gustavo Matosas         | depuis sep. 2019 |